# Stéphanie Vallée
Stéphanie Vallée est une femme politique canadienne née le 24 septembre 1971 à Sherbrooke. À la suite des élections générales québécoises de 2007, elle devient députée de la circonscription de Gatineau à l'Assemblée nationale du Québec. Elle est élue sous la bannière du Parti libéral du Québec.

## Biographie
Stéphanie Vallée détient une licence en droit civil (LL.L) de l'Université d'Ottawa (1993) et est avocate inscrite au Barreau du Québec depuis 1995. Associée du cabinet Vallée & Hubert de Maniwaki de 1995 à 2007 où elle pratique en droit civil, matrimonial et criminel. Elle est négociatrice en chef pour le Ministère des affaires indiennes et du Nord Canada en 2006 et 2007.
Elle est adjointe parlementaire à la ministre de l'Éducation, du Loisir et du Sport et ministre de la Famille, Michelle Courchesne, du 25 avril 2007 au 5 novembre 2008.
Réélue aux Élections générales québécoises de 2008.
À compter du 15 janvier 2009, elle est adjointe parlementaire du premier ministre du Québec.
Le 23 avril 2014, elle est nommée ministre de la Justice du Québec.
À titre de ministre de la Justice, elle dépose le projet de loi no. 59 pour lutter contre la radicalisation.  Ce projet de loi est critiqué pour l'atteinte qu'il pourrait porter à la liberté d'expression,,. 
En mars 2016, lorsque la ministre québécoise de la Condition féminine, Lise Thériault, affirme qu'elle n'était pas féministe, Stéphanie Vallée se déclare elle-même «humaniste plutôt que féministe».  À titre de Procureure générale du Québec, elle défend devant la Cour supérieure du Québec la thèse selon laquelle il est possible de participer à un mariage confessionnel sans contracter de mariage civil, parlant à ce propos d'«union spirituelle», un concept inexistant en droit. La ministre Vallée réaffirme par la suite la position juridique traditionnelle québécoise afin d'assurer le respect des dispositions législatives existantes. 
Le 18 octobre 2017, l'Assemblée nationale adopte le projet de loi 62 déposé par la ministre Stéphanie Vallée et portant sur la neutralité religieuse de l'État et l'encadrement des accommodements religieux. Ce projet de loi prévoit que les prestataires des services publics doivent recevoir ces services à visage découvert. Au cours des jours suivant l'adoption du projet de loi, Stéphanie Vallée se contredit à quelques reprises : affirmant d'abord qu'il faudra, pour prendre les transports en commun, avoir le visage découvert pendant l'ensemble du trajet, elle a indiqué ensuite qu'il faudra dévoiler son visage seulement au moment de l'entrée afin de pouvoir confirmer l'identité si cela s'avère nécessaire.  
Le 11 juin 2018, le gouvernement du Québec octroie une subvention de 4 millions de dollars canadiens sur 5 ans à Montréal International pour la création d'un réseau international francophone en faveur de la protection et de l'avancement des droits des personnes LGBTQI,. En tant que ministre responsable de la Lutte contre l'homophobie, Stéphanie Vallée déclare: « Le gouvernement du Québec souhaite non seulement continuer de jouer un rôle actif sur la scène internationale pour la pleine reconnaissance des droits des personnes LGBT, mais aussi agir à titre de chef de file dans ce dossier. Nous sommes fiers de contribuer à une plus grande ouverture à l'égard de la diversité sexuelle, ici comme ailleurs, et de participer à la Conférence mondiale de la Coalition pour les droits égaux ». Cet engagement aboutit l'année suivante à la création de l'organisation Égides, Alliance internationale francophone pour l'égalité et les diversités .  
En 2018, elle annonce qu'elle ne se représente pas aux élections.   